# وارينتون (جورجيا)
وارينتون (بالإنجليزية: Warrenton, Georgia)‏ هي مدينة تقع في مقاطعة وارين، جورجيا بولاية جورجيا في الولايات المتحدة. تبلغ مساحة هذه المدينة 4.9 (كم²)، وترتفع عن سطح البحر 158 م، بلغ عدد سكانها 2013 نسمة في عام 2010 حسب إحصاء مكتب تعداد الولايات المتحدة.

## أعلام
- توملينسون فورت
- روبرت هنري إنجلش
- جاي س. كارولين

## وصلات خارجية
- Cities & Counties - Georgia.gov